# 金鐘獎社會關懷節目主持人獎得獎列表
廣播金鐘獎社會關懷節目主持人獎是由文化部影視及流行音樂產業局在臺灣舉辦的現行頒發獎項。

## 歷屆得獎暨入圍名單
|  | 獲獎者 |

### 社會服務節目節目主持人獎（第38屆～第44屆）
| 年度 （屆數）   | 廣播作品                                                                             |
| --------------- | ------------------------------------------------------------------------------------ |
| 2003 （第38屆） | 梁明達／《這些人與那些人》／正聲廣播公司雲林廣播電台                                 |
| 2003 （第38屆） | 凌爾祥／《台商特區》／中央廣播電臺                                                   |
| 2003 （第38屆） | 陶玉(王民)(陶儀)、鍾嘉華(黃嘉華)／《歡喜一家親》／竹科廣播公司                       |
| 2003 （第38屆） | 葉育鎏(慈影)／《真心看世界》／慈濟文化志業中心─中廣                                  |
| 2003 （第38屆） | 廖偉凡／《台北有愛》／臺北廣播電臺                                                   |
| 2005 （第40屆） | 陳燕柔／《台灣真情誌》／正聲廣播股份有限公司                                         |
| 2005 （第40屆） | 李芝菁／《水噹噹流行網》／財團法人中央廣電臺                                         |
| 2005 （第40屆） | 龔修蓓／《美麗新世界》／正聲廣播股份有限公司                                         |
| 2005 （第40屆） | 吳采璋／《溫馨接送情》／國立教育廣播電臺花蓮分臺                                     |
| 2005 （第40屆） | 梁明達／《這些人那些人》／正聲廣播股份有限公司雲林廣播電臺                           |
| 2006 （第41屆） | 吳采璋／《溫馨接送情--花蓮手記》／國立教育廣播電臺花蓮分臺                           |
| 2006 （第41屆） | 廖紫伶／《文化生活日報》／正聲廣播股份有限公司                                       |
| 2006 （第41屆） | 王文心／《生命滿分密碼》／財團法人中央廣播電臺                                       |
| 2006 （第41屆） | 梁明達／《這些人與那些人》／正聲廣播股份有限公司雲林廣播電台                         |
| 2006 （第41屆） | 陳彥臻／《漁廣海岸線--關懷討海人系列》／行政院農業委員會漁業署臺灣區漁業廣播電臺     |
| 2007 （第42屆） | 楊玉欣／《角落欣世界》／中國廣播股份有限公司                                         |
| 2007 （第42屆） | 林秀蓉／《溫馨小站》／漢聲廣播電臺高雄分臺                                           |
| 2007 （第42屆） | 黃亦秀／《青春夢工廠》／國立教育廣播電臺彰化分臺                                     |
| 2007 （第42屆） | 楊長順／《日出的所在》／正聲廣播股份有限公司臺中廣播電臺                             |
| 2007 （第42屆） | 廖紫伶／《文化生活日報》／正聲廣播股份有限公司臺北調頻廣播電臺                       |
| 2008 （第43屆） | 楊玉欣／《角落欣世界》／中國廣播股份有限公司臺北總臺                                 |
| 2008 （第43屆） | 江光大、林淑英／《99個社區故事》／財團法人中央廣播電臺                               |
| 2008 （第43屆） | 梁明達／《這些人與那些人》／正聲廣播股份有限公司雲林廣播電臺                         |
| 2008 （第43屆） | 陳彥臻／《漁廣海岸線－關心討海人系列報導》／行政院農業委員會漁業署臺灣區漁業廣播電臺 |
| 2008 （第43屆） | 楊長順／《日出的所在》／正聲廣播股份有限公司臺中廣播電臺                             |
| 2009 （第44屆） | 黃亦秀／《青春夢工廠》／國立教育廣播電臺彰化分臺                                     |
| 2009 （第44屆） | 王淑榮／《快樂．夢想．家》／竹科廣播股份有限公司                                     |
| 2009 （第44屆） | 梁明達／《這些人與那些人》／正聲廣播股份有限公司雲林廣播電臺                         |
| 2009 （第44屆） | 黃恩(黃秋卿)／《微風心情》／漢聲廣播電臺臺中分臺                                     |
| 2009 （第44屆） | 燕柔(陳燕柔)／《溫馨快遞》／國立教育廣播電臺                                         |

### 社會關懷節目主持人獎（第45屆～至今）
| 年度 （屆數）   | 廣播作品                                                                                                  |
| --------------- | --- |
| 2010 （第45屆） | 梁明達／《這些人與那些人》／正聲廣播股份有限公司雲林廣播電臺                                              |
| 2010 （第45屆） | NingNing【彭培兒】、Benny【劉中民】／《賓至如歸飛向馬尼拉》／台灣廣播股份有限公司                         |
| 2010 （第45屆） | 千慧【林慈容】／《慈容傳真愛》／漢聲廣播電臺臺南分臺                                                      |
| 2010 （第45屆） | 敏玲【陳敏玲】／《生活加油站》／內政部警政署警察廣播電臺臺東臺                                            |
| 2010 （第45屆） | 陳燕柔／《溫馨快遞》／國立教育廣播電臺                                                                    |
| 2011 （第46屆） | Natalie Tso【竺瑞娟】／《Newstalk放眼天下》／財團法人中央廣播電臺                                         |
| 2011 （第46屆） | 朱玉娟／《柔軟心人間情》／國立教育廣播電臺                                                                |
| 2011 （第46屆） | 陳雅鴻／《真相與真情》／漢聲廣播電臺臺北總臺                                                              |
| 2011 （第46屆） | 黃恩【黃秋卿】／《微風心情》／漢聲廣播電臺臺中分臺                                                        |
| 2011 （第46屆） | 廖紫伶／《元氣好時光》／正聲廣播股份有限公司臺北調頻廣播電臺                                              |
| 2012 （第47屆） | 燕柔【陳燕柔】／《溫馨快遞》／國立教育廣播電臺                                                            |
| 2012 （第47屆） | 天瑜【潘美緣】、小茉莉【高碧霞】／《新聞地平線之社會關懷系列》／復興廣播電臺                              |
| 2012 （第47屆） | 胡宥佳／《MIT—尋找在地人的驕傲與感動》／漢聲廣播電臺臺北總臺                                              |
| 2012 （第47屆） | 劉玉嬌、詹婉如／《含羞草學園》／財團法人中央廣播電臺                                                      |
| 2012 （第47屆） | 龔修蓓／《台灣好馨情》／正聲廣播股份有限公司臺北調頻廣播電臺                                              |
| 2013 （第48屆） | 楊長順／《日出的所在》／正聲廣播股份有限公司雲林廣播電臺                                                  |
| 2013 （第48屆） | 朱玉娟／《轉角有藍天》／國立教育廣播電臺                                                                  |
| 2013 （第48屆） | 阿叡【鍾興叡】／《看見我 聽見你》／財團法人中央廣播電臺                                                   |
| 2013 （第48屆） | 陳雅鴻／《真相與真情》／漢聲廣播電臺臺北總臺                                                              |
| 2013 （第48屆） | 詹婉如／《含羞草學園》／財團法人中央廣播電臺                                                              |
| 2014 （第49屆） | 朱玉娟／《轉角有藍天》／國立教育廣播電臺                                                                  |
| 2014 （第49屆） | 吳碧玉、黃淑美／《遇見希望~HOPE ONLINE》／正聲廣播股份有限公司宜蘭廣播電臺                                |
| 2014 （第49屆） | 阿叡【鍾興叡】／《看見我 聽見你》／財團法人中央廣播電臺                                                   |
| 2014 （第49屆） | 楊長順／《日出的所在》／正聲廣播股份有限公司雲林廣播電臺                                                  |
| 2014 （第49屆） | 詹婉如／《陽光下的彩虹》／財團法人中央廣播電臺                                                            |
| 2015 （第50屆） | 梁兄哥【梁明達】／《這些人與那些人》／正聲廣播股份有限公司臺北調頻廣播電臺                                |
| 2015 （第50屆） | 任樂倫／《心靈故鄉》／竹科廣播股份有限公司                                                                |
| 2015 （第50屆） | 阿珮【黃琇珮】、阿宥／《快樂麥克風》／全景社區廣播電台股份有限公司                                        |
| 2015 （第50屆） | 林清盛／《阿貓阿狗逛大街》／台灣全民廣播電台股份有限公司                                                  |
| 2015 （第50屆） | 劉麗紅／《溫馨傳真情》／財團法人佳音廣播電台                                                              |
| 2016 （第51屆） | 王文心／《生命大不同》／財團法人中央廣播電臺                                                              |
| 2016 （第51屆） | 王淑榮／《快樂‧夢想‧家》／竹科廣播股份有限公司                                                            |
| 2016 （第51屆） | 余秀芷／《45度角的天空-秀芷的異想世界》／漢聲廣播電臺                                                     |
| 2016 （第51屆） | 林夢萍／《一點點不同》／內政部警政署警察廣播電臺                                                          |
| 2016 （第51屆） | 香香【鍾麗香】／《銀髮樂逍遙》／台灣廣播股份有限公司台北廣播電台                                          |
| 2017 （第52屆） | 詹婉如、戴伸峰／《21點聽台灣》／財團法人中央廣播電臺                                                      |
| 2017 （第52屆） | 任樂倫／《心靈故鄉》／竹科廣播股份有限公司                                                                |
| 2017 （第52屆） | 梁兄哥【梁明達】／《這些人與那些人》／正聲廣播股份有限公司高雄廣播電臺                                    |
| 2017 （第52屆） | 鄭智元／《光點世界》／正聲廣播股份有限公司臺中廣播電臺                                                    |
| 2017 （第52屆） | 墨鏡哥【甘仲維】／《墨鏡哥摸點子》／漢聲廣播電臺臺北總臺                                                  |
| 2018 （第53屆） | 洪世昌／《人生路歌聲情》／國立教育廣播電臺                                                                |
| 2018 （第53屆） | 阮氏貞、徐閤芸、劉麗娜／《愛家聯合國》／高雄廣播電臺                                                      |
| 2018 （第53屆） | 邱竹玲／《聽見在地的聲音》／漢聲廣播電臺                                                                  |
| 2018 （第53屆） | 宥耣／《歡樂調色盤》／快樂廣播事業股份有限公司                                                            |
| 2018 （第53屆） | 梁兄哥【梁明達】／《這些人與那些人》／正聲廣播股份有限公司高雄廣播電臺                                    |
| 2019 （第54屆） | 余秀芷／《45度角的天空》／漢聲廣播電臺                                                                    |
| 2019 （第54屆） | 小風【周璟慧】／《閃亮新台客》／國立教育廣播電臺                                                          |
| 2019 （第54屆） | 晨光．阿烙【賴勇誠】／《溫馨關懷情》／正聲廣播股份有限公司臺東廣播電臺                                    |
| 2019 （第54屆） | 梁兄哥【梁明達】／《這些人與那些人》／正聲廣播股份有限公司高雄廣播電臺                                    |
| 2019 （第54屆） | 楊長順／《日出的所在》／正聲廣播股份有限公司雲林廣播電臺                                                  |
| 2020 （第55屆） | 尚恩【黃彥翔】、倚樂【陳怡蓓】、旁白哥【孫銘宏】、Manga【吳曼嘉】／《礙運動》／內政部警政署警察廣播電臺   |
| 2020 （第55屆） | 世昌【洪世昌】／《人生路歌聲情》／國立教育廣播電臺                                                        |
| 2020 （第55屆） | 林書煒、朱芯儀／《POP最正點》／台北流行廣播股份有限公司                                                   |
| 2020 （第55屆） | 馬士【凌士哲】／《生命拼圖》／行政院農業委員會漁業署漁業廣播電臺                                          |
| 2020 （第55屆） | 詹婉如／《就要聽「婉」報》／財團法人中央廣播電臺                                                          |
| 2021 （第56屆） | 雅柏【黃柏諺】／《城市的光影》／國立教育廣播電臺                                                          |
| 2021 （第56屆） | 王淑榮、鄒佳晶／《新生報到—我們在台灣》／竹科廣播股份有限公司                                             |
| 2021 （第56屆） | 世昌【洪世昌】／《人生路歌聲情》／國立教育廣播電臺                                                        |
| 2021 （第56屆） | 梁兄哥【梁明達】／《這些人與那些人》／正聲廣播股份有限公司高雄廣播電臺                                    |
| 2021 （第56屆） | 袖子【余秀芷】／《45度角的天空》／漢聲廣播電臺                                                            |
| 2022 （第57屆） | 尚恩【黃彥翔】、Jacky【陳昱豪】、欣伶【陳欣伶】、李易澄、江綺玲／《礙情漂流瓶》／內政部警政署警察廣播電臺 |
| 2022 （第57屆） | 王麗蘭、丁安妮／《幸福聯合國》／國立教育廣播電臺                                                          |
| 2022 （第57屆） | 白天【白宗賢】／《無毒有我》／國立教育廣播電臺                                                            |
| 2022 （第57屆） | 施賢琴、盧馬利／《星星亮了》／國立教育廣播電臺                                                            |
| 2022 （第57屆） | 雅柏【黃柏諺】／《城市的光影》／國立教育廣播電臺                                                          |
| 2023 （第58屆） | 鄭晴【鄭雅卿】、季謙／《為愛啟程》／內政部警政署警察廣播電臺                                              |
| 2023 （第58屆） | 子雁、高郅程／《雁子飛過台三線》／財團法人客家公共傳播基金會                                              |
| 2023 （第58屆） | 尚恩【黃彥翔】／《記錄礙的那一刻》／內政部警政署警察廣播電臺                                              |
| 2023 （第58屆） | 馬士【凌士哲】／《玻璃星球》／高雄廣播電臺                                                                |
| 2023 （第58屆） | 雅柏【黃柏諺】／《城市的光影》／國立教育廣播電臺                                                          |
| 2024 （第59屆） | 姜義村／《幸福理想國》／財團法人台北勞工教育電台基金會                                                    |
| 2024 （第59屆） | 內克【吳宇軒】／《那一天的情緒課》／財團法人中央廣播電臺                                                  |
| 2024 （第59屆） | 世昌【洪世昌】／《人生路歌聲情》／國立教育廣播電臺                                                        |
| 2024 （第59屆） | 尚恩【黃彥翔】／《Old Life 偶的人生》／內政部警政署警察廣播電臺                                           |
| 2024 （第59屆） | 鄭晴【鄭雅卿】、季謙【黃崑能】／《為愛啟程》／內政部警政署警察廣播電臺                                    |
| 2025 （第60屆） | |
|                 | |
|                 | |
|                 | |
|                 | |

## 外部連結
- 廣播電視金鐘獎官方網站 （页面存档备份，存于）
- 歷屆廣播金鐘獎得獎入圍名單 （页面存档备份，存于），文化部影視及流行音樂產業局